# Rheine
Rheine (dolnoniem. Rene, Reni) − miasto w zachodnich Niemczech, w kraju związkowym Nadrenia Północna-Westfalia, w rejencji Münster, w powiecie Steinfurt, w pobliżu granicy z Holandią. Liczy 76 400 mieszkańców (2010).
W mieście znajduje się stacja kolejowa Rheine.
W mieście rozwinął się przemysł włókienniczy, odzieżowy, maszynowy oraz środków transportu.

## Współpraca
Miejscowości partnerskie:
- Bernburg (Saale), Saksonia-Anhalt
- Borne, Holandia
- Leiria, Portugalia
- Troki, Litwa